# Плуто ЗПГ
Плуто ЗПГ – завод із виробництва зрідженого природного газу, що почав роботу в 2012 році на північно-західному узбережжі Австралії. Розташований в районі Каррата (Karratha) поблизу іншого заводу зі зірдження Норз-Вест-Шельф ЗПГ.
Сировинною базою проекту у складі однієї технологічної лінії річною потужністю 4,9 млн.т ЗПГ (6,9 млрд.м3) стали офшорні родовища Плуто та Ксена, сукупні запаси яких оцінили у понад 140 млрд.м3 газу. Доставку з них ресурсу облаштували за допомогою трубопровідної системи Плуто/Ксена – Плуто ЗПГ.
Зведення заводу потребувало доставки великої кількості насичених обладнанням модулів, для чого судна для перевезення великовагових вантажів "Daniella" та "Fairlift" здійснили в 2008 – 2010 роках 23 рейси з Лаєм Чабангу, Саттахіпу (обидва – Тайланд), Порт-Клангу (Малайзія) та Мельбурну.
Для зберігання продукції призначались два резервуари по 120000 м3 кожен, крім того, звели три резервуари загальною ємністю 130000 м3 для конденсату, вилученого в ході підготовки газу. 
Відправку продукції облаштували через завантажувальну платформу, сполучену з суходолом естакадою довжиною 300 метрів. Вона може обслуговувати газові танкери розміром Q-flex (220000 м3) та танкери для вивозу конденсату дедвейтом до 120000 тон. Для будівництва платформи задіяли самопідіймальне судно "IB909". Необхідні для будівництва портових споруд, підхідного каналу та басейну розвороту днопоглиблювальні роботи мали загальний обсяг 7,7 млн м3, а для їх виконання залучили фрезерний земснаряд "Phoenix" та землесосні снаряди "Queen of the Netherlands" і "Cornelis Zanen".
Окрім виробництва продукції для експорту, комплекс також постачає певну кількість блакитного палива для внутрішніх потреб через перемичку завдовжки 3 кілометра до газопереробного заводу Каррата, що входить до складу згаданого вище Норз-Вест-Шельф ЗПГ.
Проект вартістю майже 15 млрд. доларів США (включаючи офшорні потужності та трубопровід) реалізувала австралійська компанія Woodside (90% участі), яка також є оператором Норз-вест шельф ЗПГ. Крім того, по 5% мають японські компанії Tokyo Gas та Kansai Electric.
У 2022-му почались роботи зі спорудження другої технологічної лінії річною потужністю 5 млн.т ЗПГ з метою прийому продукції ще одного офшорного родовища Скарборо, оператором розробки якого є ExxonMobil (крім того, провадиться модернізація першої лінії, що випускатиме 3 млн тонн ЗПГ за рахунок ресурсу зі Скарборо). В межах цього проекту проклали газопровід Скарборо – Плуто ЗПГ.
Енергетичні потреби заводу забезпечує власна теплоелектростанція. 